# 田口周
田口 周（たぐち いたる、 1932年12月18日 - 2006年7月19日）は、日本のスポーツライター、高校野球指導者、プロ野球監督・球団経営者。東京都出身。

## 来歴・人物
日本大学第三高等学校、日本大学卒業。共に野球部に所属し、一塁手、投手として活躍。右投右打。
1956年、日刊スポーツ野球記者となる。
1960年、母校の日本大学第三高等学校野球部監督に就任。1962年の選抜高等学校野球大会では準優勝に導く。
その後、日刊スポーツ野球記者に復帰後、1968年2月、高校野球での実績を買われ、プロ経験はないもののサンケイアトムズ（現・東京ヤクルトスワローズ）二軍監督に就任。1971年・1972年と2年連続でイースタン・リーグ優勝を果たした。
1976年からはフロント入りし、総務部長、スカウト部長を歴任、1985年に球団代表に就任すると、球団社長の相馬和夫と共に低迷していたチームの体質改革に努め、多くの有望な若手選手を獲得・育成し、90年代にスワローズはリーグ優勝4回、日本一3回を数えた。
1997年3月には球団社長に就任。1998年に親会社で発生したデリバティブ事件によって球団に投入される予算が激減するなか、翌1999年に就任した若松勉監督と共にチームの整備に努めた。2001年3月には任期満了により社長職から退いたが、同年にスワローズは若松監督の下で4年ぶりのリーグ優勝と日本一を達成している。
球団社長退任後も相談役およびスワローズのOB会組織統一後の初代会長として現場をバックアップしていたが、2006年7月19日午後4時6分、東京都の病院で心不全のため死去。73歳。

## 詳細情報

### 背番号
- 55（1968年 - 1970年）
- 69（1971年）
- 64（1972年 - 1975年）